# Martina Hudcová
Martina Hudcová (Brno, 26 de marzo de 1966) es una deportista checa que compitió en voleibol, en la modalidad de playa. Ganó una medalla de plata en el Campeonato Europeo de Vóley Playa de 1994.

## Palmarés internacional
| Campeonato Europeo | Campeonato Europeo | Campeonato Europeo | Campeonato Europeo |
| Año                | Lugar              | Medalla            | Pareja             |
| ------------------ | ------------------ | ------------------ | ------------------ |
| 1994               | Espinho (Portugal) | Medalla de plata   | Dolores Štorková   |